# Isola dell’Olivo
Die Isola dell’Olivo (dt. „Oliveninsel“) ist eine der fünf Inseln im norditalienischen Gardasee. Sie liegt ungefähr 200 Meter vor dem Ostufer des Sees in der Nähe von Malcesine. Wegen ihrer geringen Größe (Länge ca. 100 m, Breite etwa 45 m) ist sie nicht bewohnt, darf aber im Gegensatz zu der nicht weit entfernten Isola di Trimelone betreten werden.
Die Insel ist steinig, schroff, bietet aber auch einige glatte Felsen, die im Sommer von Badenden genutzt werden. Die Vegetation besteht hauptsächlich aus Sträuchern und Bäumen, aber – im Gegensatz zum Namen –  nicht mehr aus Olivenbäumen.
Bei der international besetzten prestigeträchtigen Segelregatta „Centomiglia del Garda“, einer der weltweit größten Segelregatten in Binnengewässern, ist sie eine wichtige Orientierungsmarke.
Bei Sporttauchern ist die Isola dell’Olivo ebenfalls beliebt. In einer Tiefe von etwa 13 Metern befindet sich eine kleine Höhle, deren hinterer Teil bis auf 30 Meter absinkt und die reich an Unterwasserflora und Unterwasserfauna ist. Außerdem liegt vor der nördlichen Spitze ein circa 10 Meter langes Schiffswrack, in dem verschiedenste Fischarten zu beobachten sind.

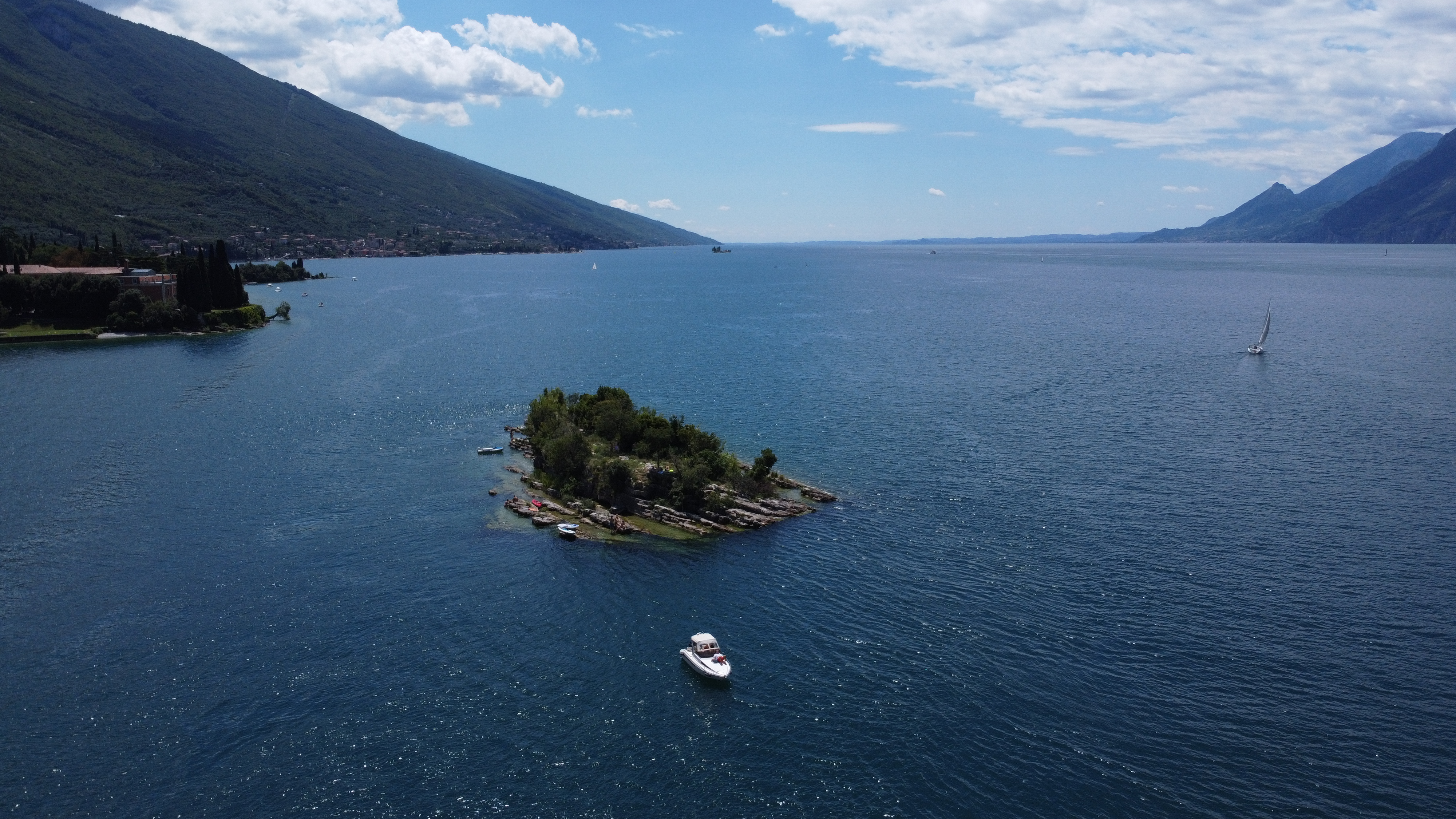
Isola dell’Olivo (Blick von Norden nach Süden)
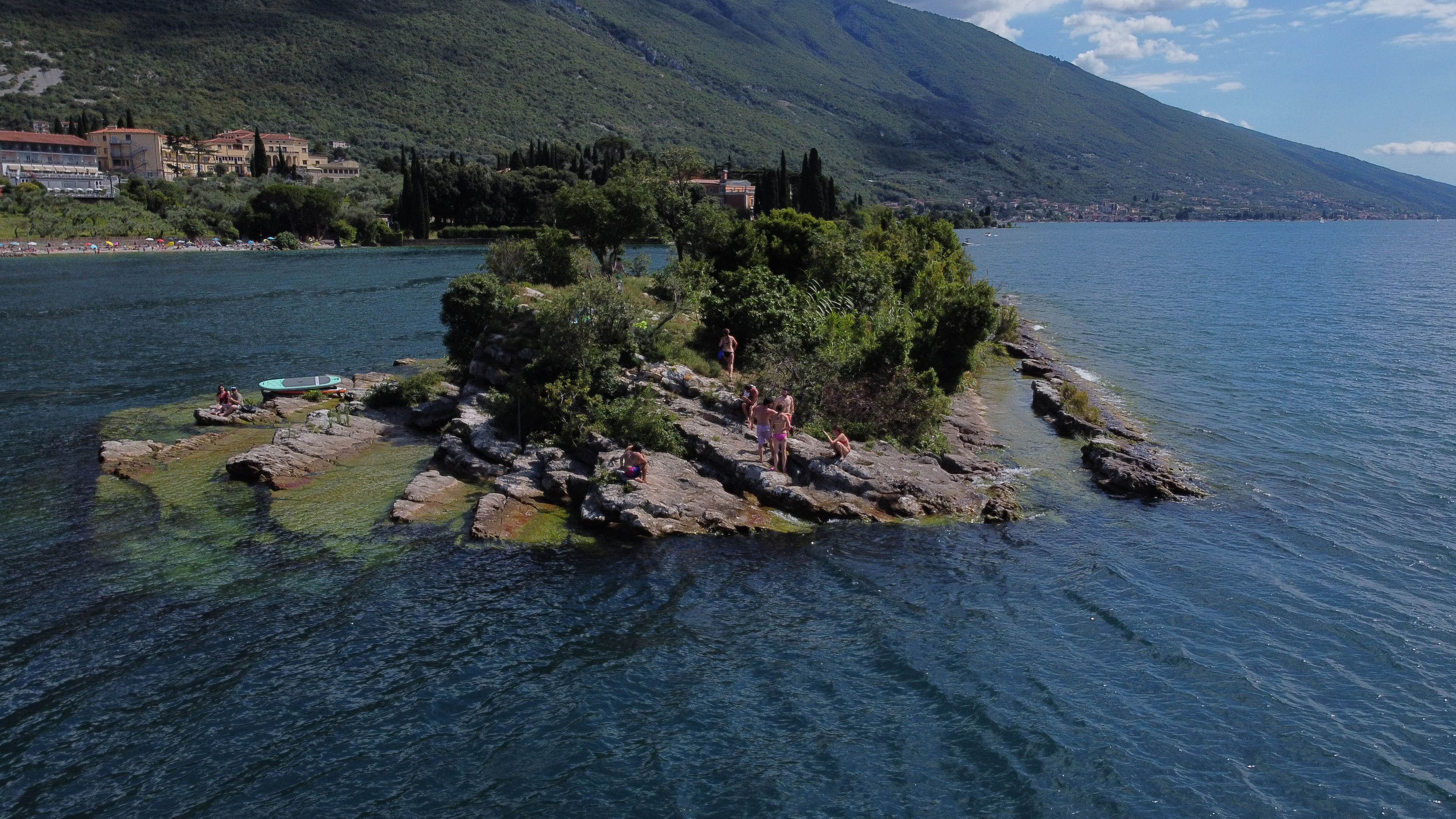
Inselstruktur mit dem, für diese Gegend typischen Sedimentgestein